# Clematis simensis
Clematis simensis är en ranunkelväxtart som beskrevs av Johann Baptist Georg Wolfgang Fresenius. Clematis simensis ingår i släktet klematisar, och familjen ranunkelväxter. Inga underarter finns listade i Catalogue of Life.